# Андрогинно-периферийный агрегат стыковки

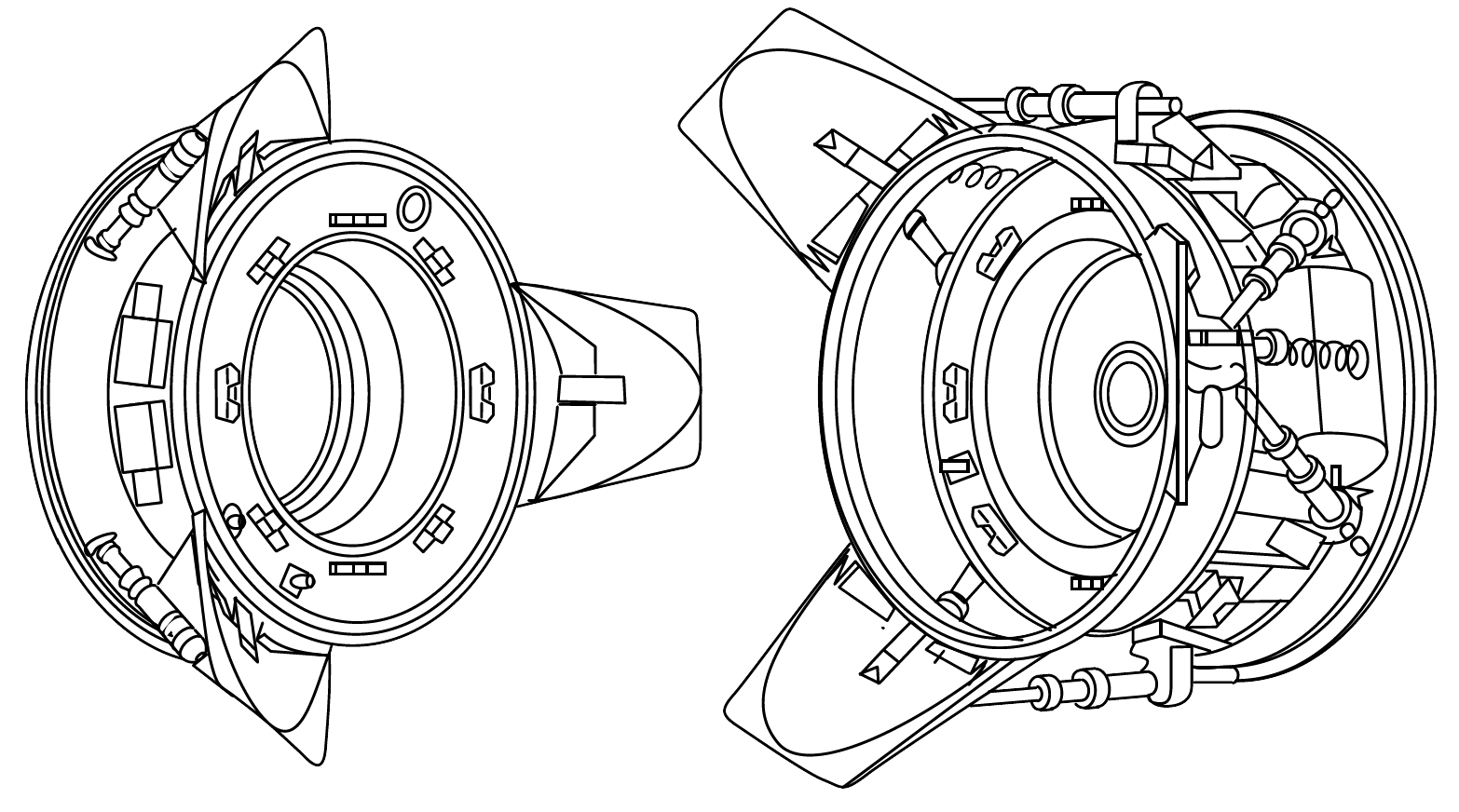
Стыковочный узел АПАС-75

Андроги́нно-перифери́йный агрега́т стыко́вки (АПАС) — космический стыковочный механизм, используемый на Международной космической станции. Использовался для стыковки челноков Шаттл и для соединения функционально-грузового блока («Заря») с герметичным стыковочным переходником (PMA-1).

## Устройство
Первый АПАС был создан Владимиром Сыромятниковым в ОКБ-1 (позднее КБ «Энергия», г. Королёв, Московская область) для проекта «Союз-Аполлон». Идея появилась в противовес несимметричным системам типа «штырь — конус» (на жаргонах также: «муж-жена», «папа-мама», «актив-пассив»), чтобы стыковочное кольцо любого АПАС могло стыковаться со стыковочным кольцом любого другого АПАС, так как обе стороны андрогинны. Каждый такой стыковочный агрегат может выполнять и активную, и пассивную роль (на жаргоне также: «универсал»), поэтому они полностью взаимозаменяемы.

## АПАС-75
АПАС-75 был разработан для экспериментального полёта «Аполлон — Союз» (ЭПАС). В отличие от предыдущих стыковочных систем, при необходимости обе стороны АПАС могут выполнять активную или пассивную роли. При стыковке направляющие лепестки выдвинутого активного элемента (правый) и втянутого пассивного элемента (левый) соединяются для выравнивания. Кольцо держит направляющие сдвинутыми в направлении замков активного элемента с захватами пассивного. После захвата амортизаторы в американском элементе поглощают остаточную кинетическую энергию; в советском элементе эту роль выполняют механические аттенюаторы. Затем активный элемент втягивается, чтобы соединить стыковочные кольца. Направляющие и гнёзда в стыковочных обручах завершают выравнивание. При расстыковке четыре пружины отталкивают стержни, уводящие космические корабли друг от друга. В СССР было построено пять космических кораблей типа Союз, использующих АПАС-75. Первые три были опытными образцами (беспилотные Космос-638 и Космос-672, пилотируемый Союз-16). В экспериментальном полёте «Аполлон — Союз» Союз-19 единственный раз была реально использована эта стыковочная система. Одна из сторон стыковочного модуля корабля «Аполлон» несла стыковочный агрегат АПАС-75, а другая — стыковочный агрегат типа «штырь-конус». Последний экземпляр корабля Союз, первоначально снабжённого системой АПАС-75 (дублёр корабля Союз-19), был переоборудован (с демонтажем АПАС-75) и использован в других целях под наименованием Союз-22.

## АПАС-89

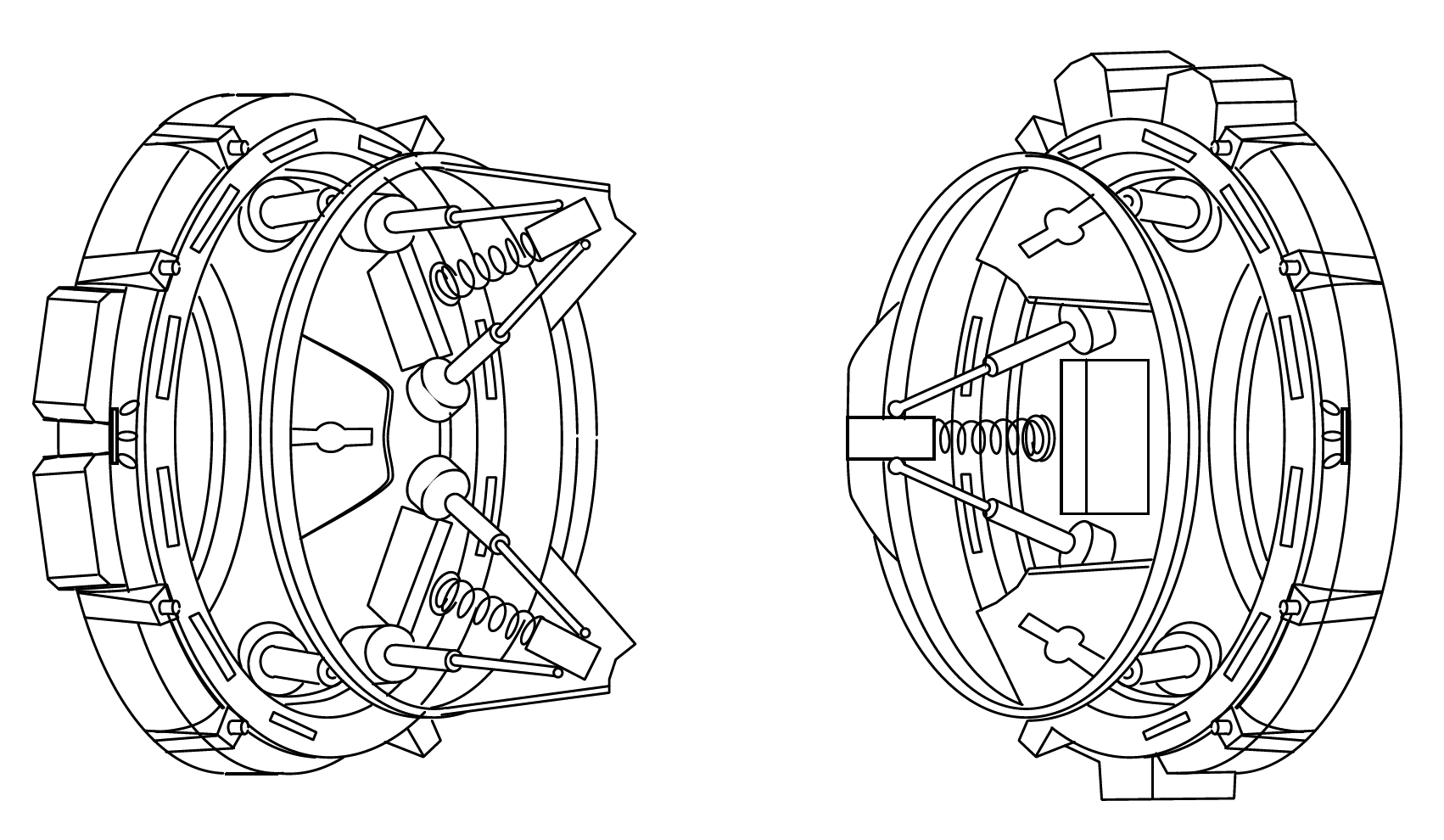
Стыковочный узел АПАС-89

АПАС-89 разрабатывался как система стыковки многоразовых кораблей «Буран» и «Заря» с орбитальной станцией «Мир». Старый принцип был сильно переработан. Внешний диаметр был уменьшен с 2030 мм до 1550 мм, и выравнивающие лепестки стали располагаться внутри, а не снаружи обруча. Это ограничило внутренний диаметр стыковочного гнезда до примерно 800 мм.
Проект «Буран» был окончательно закрыт в 1993 году, и корабль никогда не летал на космическую станцию «Мир». В 1993 году с модулем «Кристалл», оборудованным двумя стыковочными узлами АПАС-89, стыковался Союз ТМ-16. При проектировании технических средств программы «Шаттл — Мир» в качестве стыковочной системы был выбран АПАС-89. Посещения станции «Мир» американскими челноками «Спейс шаттл» осуществлялись с использованием стыковочных узлов АПАС-89, изначально изготовленных для «Бурана» и установленных на шлюз «Спейс шаттла». Челнок пристыковывался к модулю стыковки станции «Мир», оборудованным АПАС-89 с обеих сторон и являвшимся переходным отсеком между модулем «Кристалл» и американским челноком «Спейс шаттл».
Система, аналогичная АПАС-89, используется китайским пилотируемым космическим кораблём «Шэньчжоу», возможно, позволяя ему стыковаться с МКС (чего, однако, не происходило), хотя имеющаяся в открытых источниках информация на этот счёт противоречива.

## АПАС-95

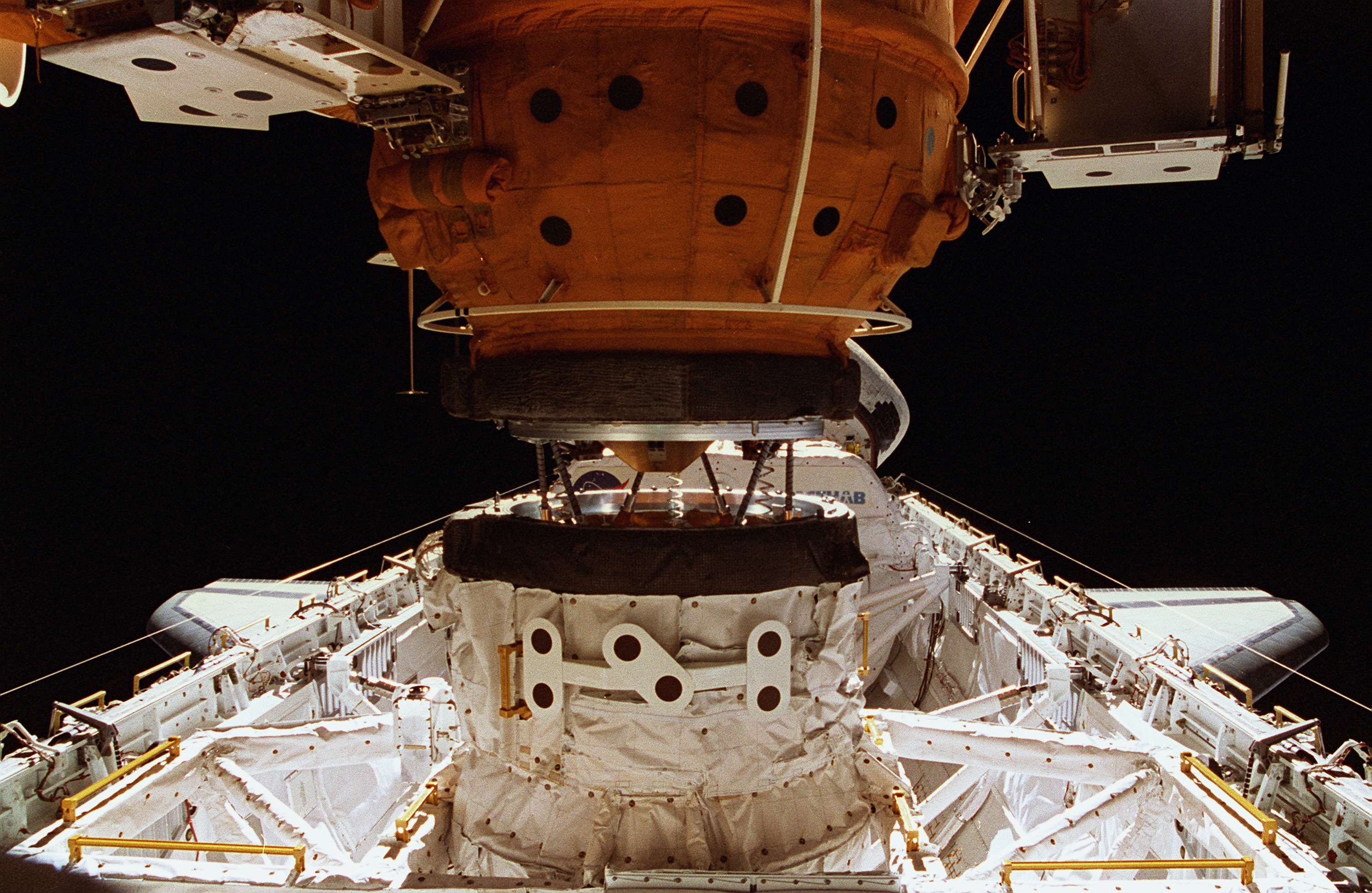
Шаттл стыкуется с Миром

АПАС-95 — текущая версия, основанная на АПАС-89, использовавшемся в проекте «Шаттл — Мир». Система имеет активную и пассивную сторону, для облегчения конструкции. По конструкции АПАС-95 от АПАС-89 отличается отсутствием элементов, ненужных для пассивного и активного агрегатов и небольшими изменениями в кинематике привода кольца для более плавной и мягкой стыковки.
АПАС-95 был выбран для стыковки российских модулей МКС между собой, а также для стыковки к Герметичным стыковочным переходникам (англ. Pressurized Mating Adapters, сокр. PMA), установленным на американских модулях МКС. Переходник PMA понадобился, так как американские модули имеют другой тип стыковочного интерфейса — «Единый механизм пристыковки» (англ. Common Berthing Mechanism, сокр. CBM), использовавшийся для стыковки всех нероссийских герметичных модулей МКС между собой. На шаттлах стоял стыковочный интерфейс АПАС-95, поэтому они также стыковались к переходникам PMA, установленным на стыковочных узлах CBM американских модулей МКС.
Система стыковки шаттлов не менялась на всём времени её использования. Активный стыковочный элемент в виде кольца выдвигался из шаттла и захватывал кольцеобразный пассивный стыковочный элемент переходника PMA. Этот переходник, в свою очередь, установлен на стыковочном узле CBM американского модуля МКС. Активный узел выравнивал, стягивал между собой ответные части и запирал соединение на 12 замков. Для герметичности соединения использовалась специальная прокладка. PMA — это пассивный стыковочный элемент в системе АПАС-95.

## Китайская стыковочная система
3 ноября 2011 года была совершена первая стыковка китайских космических аппаратов — корабля «Шэньчжоу-8» со станцией «Тяньгун-1». Для стыковки был использован разработанный и сделанный в Китае андрогинно-периферийный агрегат стыковки, по устройству близкий к АПАС-89 и АПАС-95.

## Другие стыковочные системы

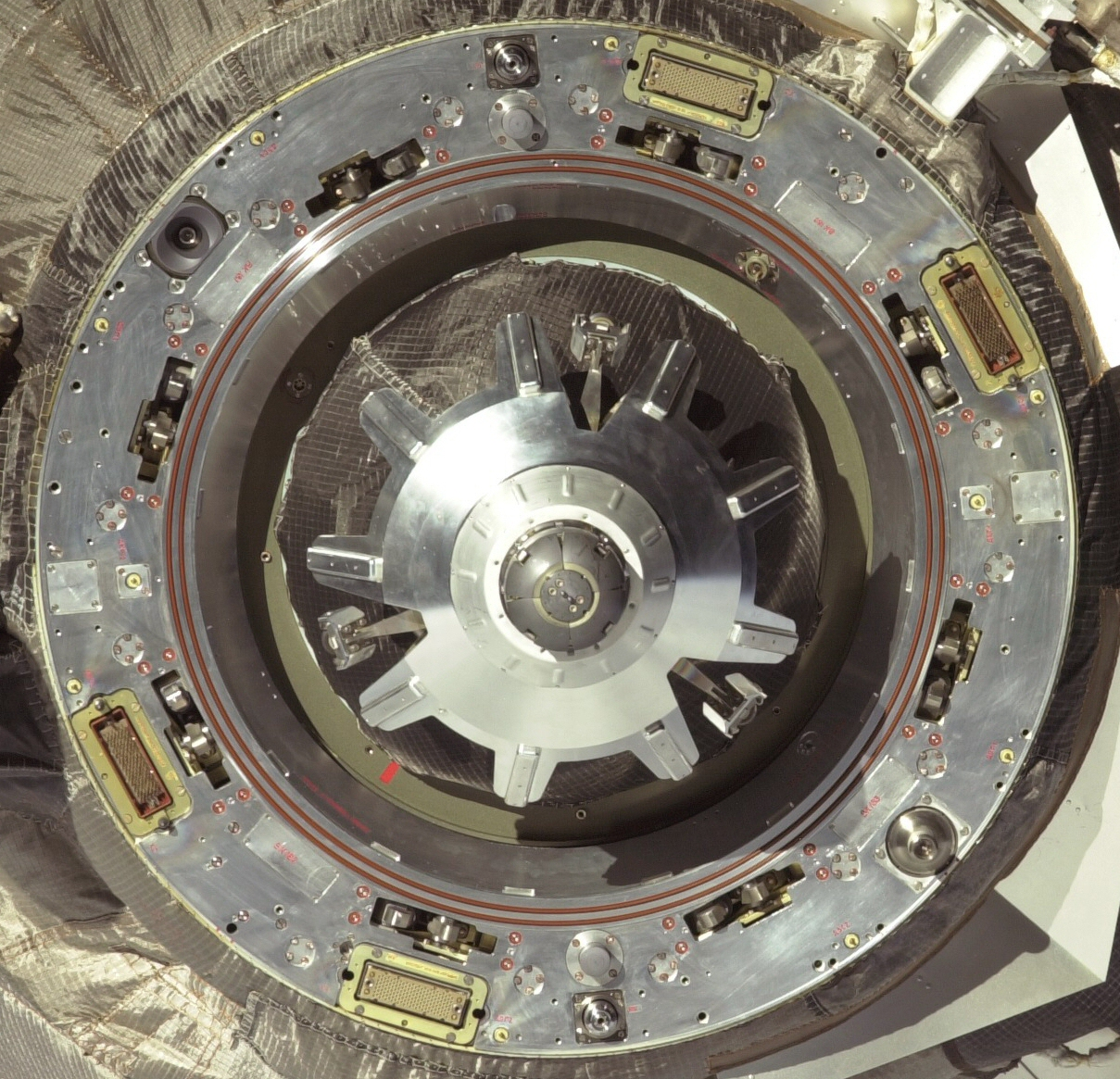
Стыковочный узел Прогресса-М

- На российских модулях МКС используют систему «штырь-конус» — стыковочные агрегаты системы стыковки и внутреннего перехода (ССВП) для стыковки кораблей «Союз» и «Прогресс», а также гибридные стыковочные агрегаты ССВП-М для стыковки модулей, причём ССВП-М имеет стыковочный шпангоут такой же, как у АПАС-95.
- Также для стыковки на МКС используется Единый механизм пристыковки англ. Common Berthing Mechanism или (CBM) — эта система используется на H-II Transfer Vehicle, Dragon SpaceX, Cygnus.
- В апреле 2015 года согласована версия „D“ Международного стандарта стыковочной системы (англ. International Docking System Standard, сокр. IDSS[3][4], в котором используются основные элементы АПАС-95. В этом варианте Международного стандарта, элементы LIDS убраны для достижения максимальной универсальности узла. Для захвата и образования герметичного стыка используется конструкция как на АПАС-95.
- Система стыковки НАСА, представляет собой американский вариант стыковочного агрегата в Международном стандарте стыковочной системы, разработанный в НАСА. Для преобразования стыка типа АПАС-95 на Герметичных стыковочных переходниках (PDA) в Систему стыковки НАСА, к PDA пристыкован Международный стыковочный адаптер (англ. International Docking Adapters, сокр. IDA).